# Manado
 (mai 2024).
Manado, ou encore Menado, est une ville du Nord de l'Indonésie sur l'île de Sulawesi. C'est la capitale de la province de Sulawesi du Nord.
Située dans une baie, la ville est entourée de montagnes. Sa population est de plus de 700 000 habitants. La ville a le statut de kota.
La région de Manado est un haut lieu de la plongée sous-marine (en particulier sur l'ile-volcan de Bunaken), du fait de la profusion et de la richesse de ses récifs coralliens.
La ville est le siège du Diocèse de Manado.

## Langues
La langue qu'on parle à Manado est un créole du malais, le bahasa Melayu Manado ou « malais de Manado ».
Toutefois, le malais n'est pas la langue indigène de Manado. La ville se trouve en effet dans une région, le Minahasa, dans laquelle on parle des langues que les linguistes ont baptisées minahasanes, et qui forment un des sous-groupes des langues philippines, un des rameaux de la branche malayo-polynésienne des langues austronésiennes.

## Histoire
Le peuplement du nord de Célèbes provient de migrations de populations de langues austronésiennes qui ont commencé il y a quelque 3 000 ans depuis les Philippines.
Avant l'arrivée des Européens, le Minahasa était sous le contrôle du sultan de Ternate, qui fut asservi par les colons portugais.
Les Espagnols, colons des Philippines, et les Chinois y avaient établi d'importants comptoirs commerciaux, du fait de sa situation centrale dans l'archipel sud-est asiatique. Il s'y développa de ce fait une des premières communautés métisses indo-eurasiennes. Le premier roi de Manado avait d'ailleurs du sang espagnol dans les veines (1630).
L'Espagne vendit ses possessions en Minahasa aux Portugais . Peu de temps après, les natifs se lièrent avec les Hollandais, colons du reste de Célèbes et de la plupart des îles de l'archipel, contre les Portugais.
En 1658, la Compagnie néerlandaise des Indes orientales (VOC) bâtit à Manado une forteresse (Fort Amsterdam). Ils amenèrent également des missionnaires, qui évangélisèrent la région et construisirent la première église protestante, Gereja Sentrum (toujours présente au centre de la ville).
De 1795 à 1813, les Provinces-Unies (Pays-Bas) ayant été annexées par la France, l'Indonésie est un court temps sous l'administration del'Empire. Napoléon envoie à Manado un émissaire chargé de planifier le développement de la région. L'occupation, très mal vécue par les autochtones, en très bons termes avec les Néerlandais, fait naître un sentiment indépendantiste dans la population.

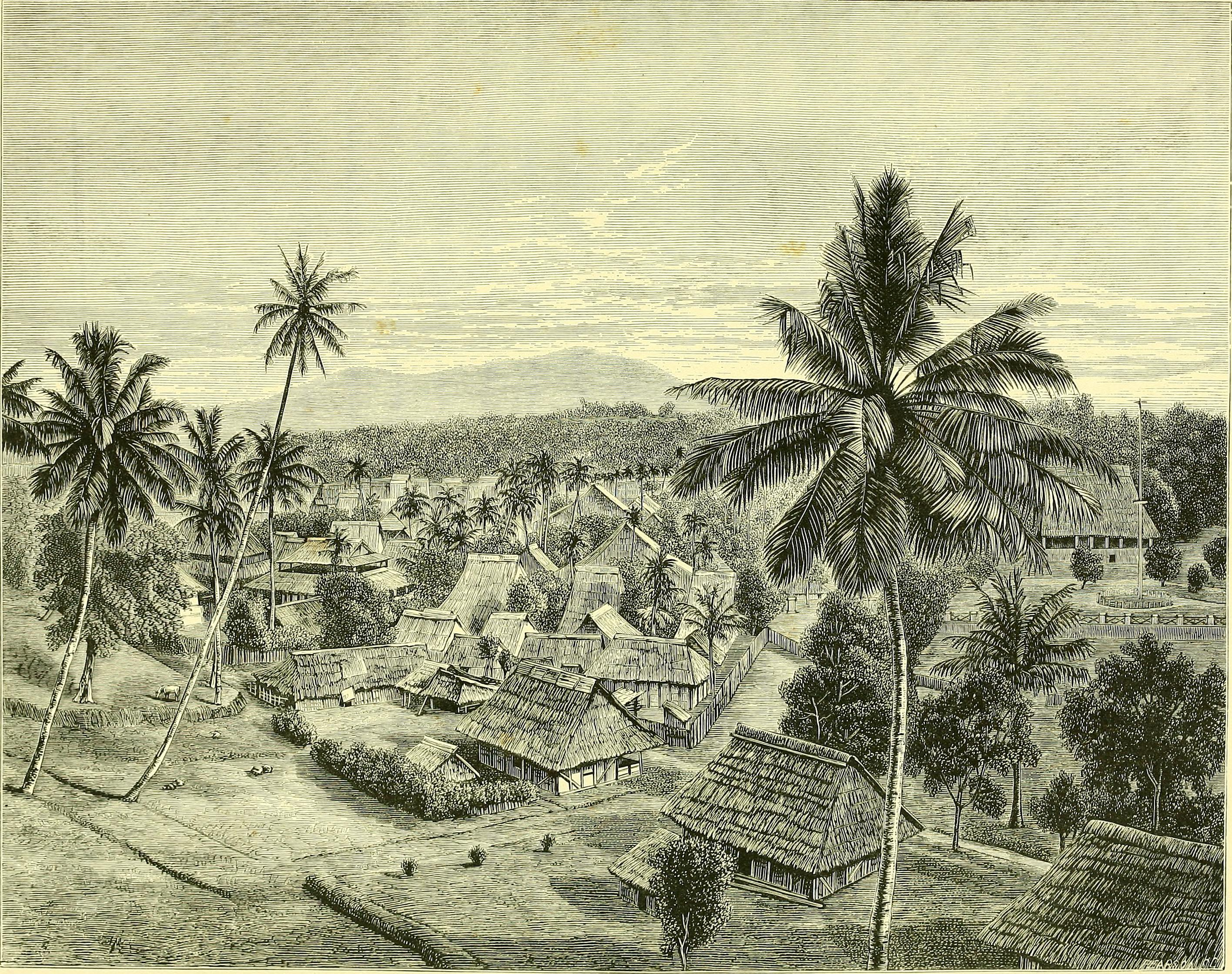
Gravure datée de 1876 montrant Manado.

Lors de la bataille de Manado, en janvier 1942, les Japonais prirent possession de la ville, puis de tout l'archipel. C'est à cette époque que disparut le « trésor de Manado », qui serait, d'après les anciens résistants, toujours enterré quelque part dans les campagnes environnantes. L'activiste politique tondanais et premier gouverneur du Sulawesi Nord, Sam Ratulangi, a légué son nom aux principales artères de la ville, ainsi qu'à l'aéroport international.
En 1957, Manado est le siège d'un mouvement séparatiste, la Permesta (Piagam Perjuangan Semesta ou "charte pour une lutte universelle"), lancé par des dirigeants civils et militaires d'Indonésie orientale. La Permesta s'allie à un autre mouvement rebelle, le PRRI (Pemerintah Revolusioner Republik Indonesia ou "gouvernement révolutionnaire de la république d'Indonésie), né la fin 1956 à Padang dans l'ouest de Sumatra et animé par des commandants militaires locaux qui demandaient plus d'autonomie dans les provinces. Ces revendications rejoignaient celles de la Permesta. A Manado, le gouvernement central réplique par un bombardement de la ville, puis une intervention militaire en 1958 pour mettre fin à ces mouvements.

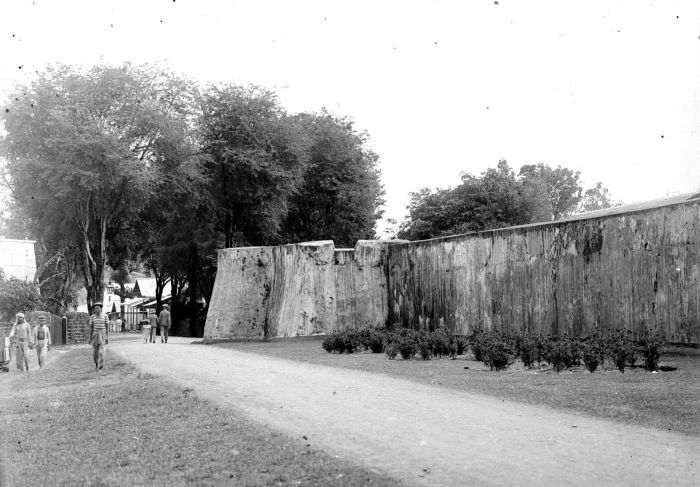
Le Fort Nieuw Amsterdam vers 1920.
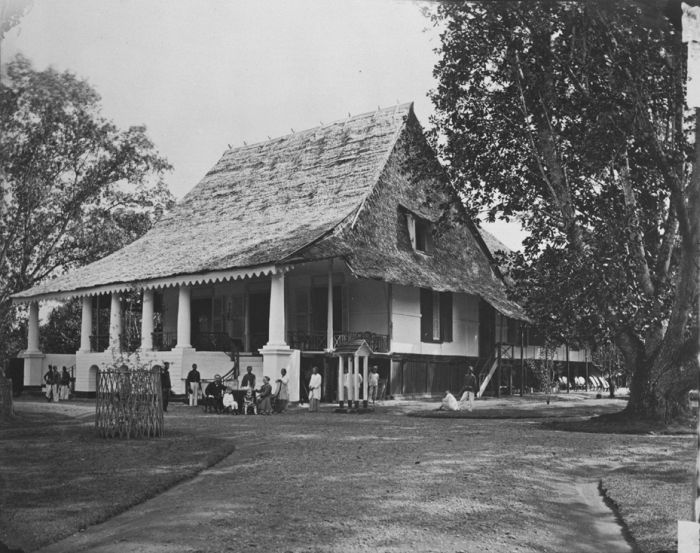
Hôtel de la residentie (fin du XIXe siècle).
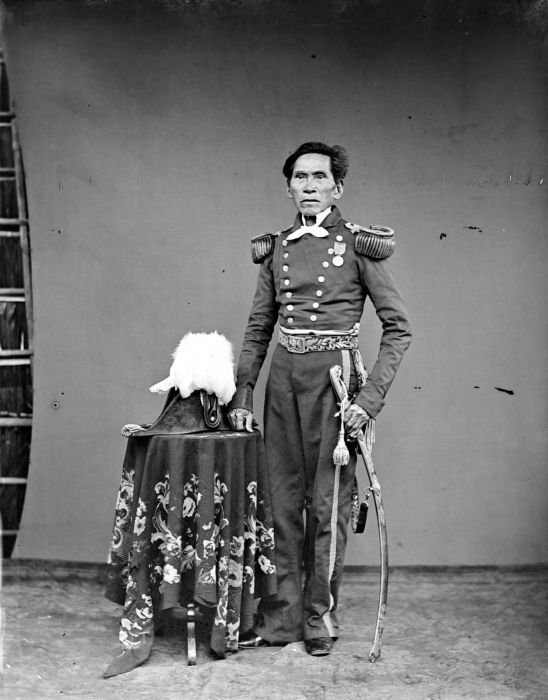
Notable de Manado au début du XXe siècle.
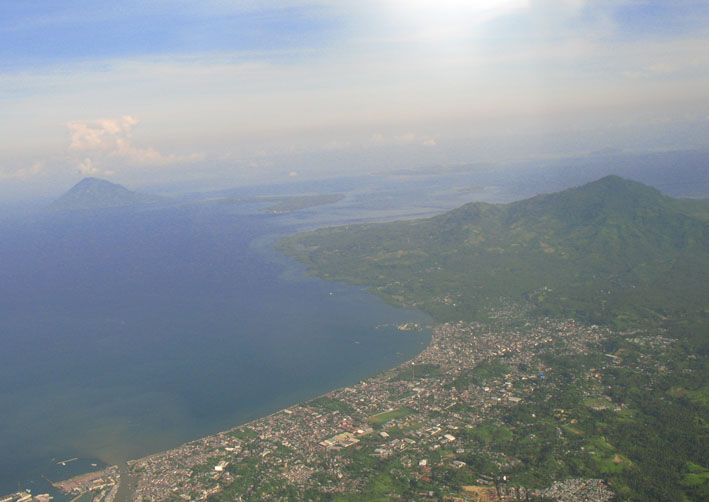
Manado vue du ciel.

## Transport

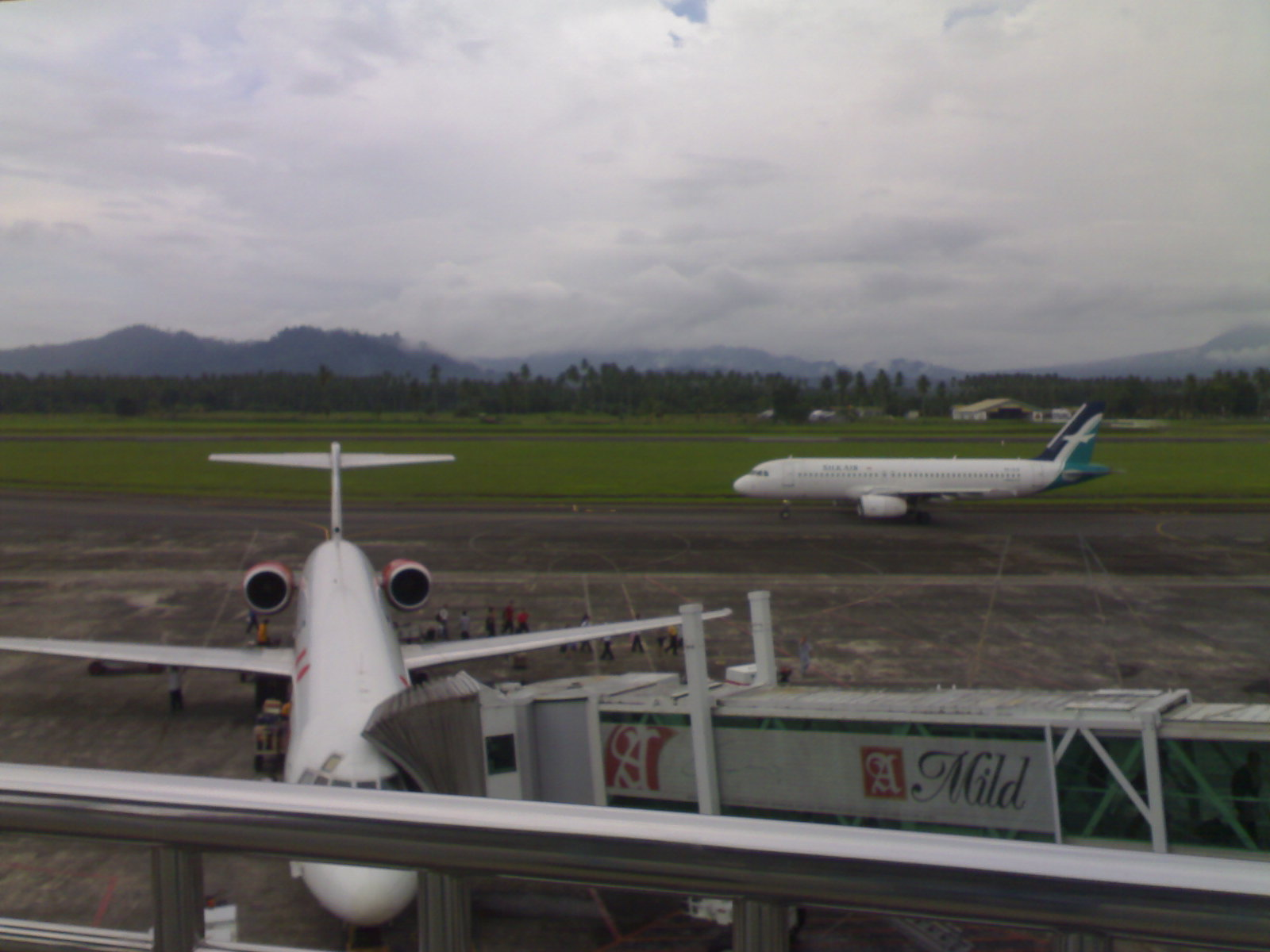
L'aéroport international Sam Ratulangi.

L'aéroport international Sam Ratulangi est relié aux principales villes d'Indonésie, la moitié des vols étant à destination de Jakarta et Makassar, de Cebu et Davao aux Philippines et de Singapour.

## Tourisme

### Leswarugade Sawangan

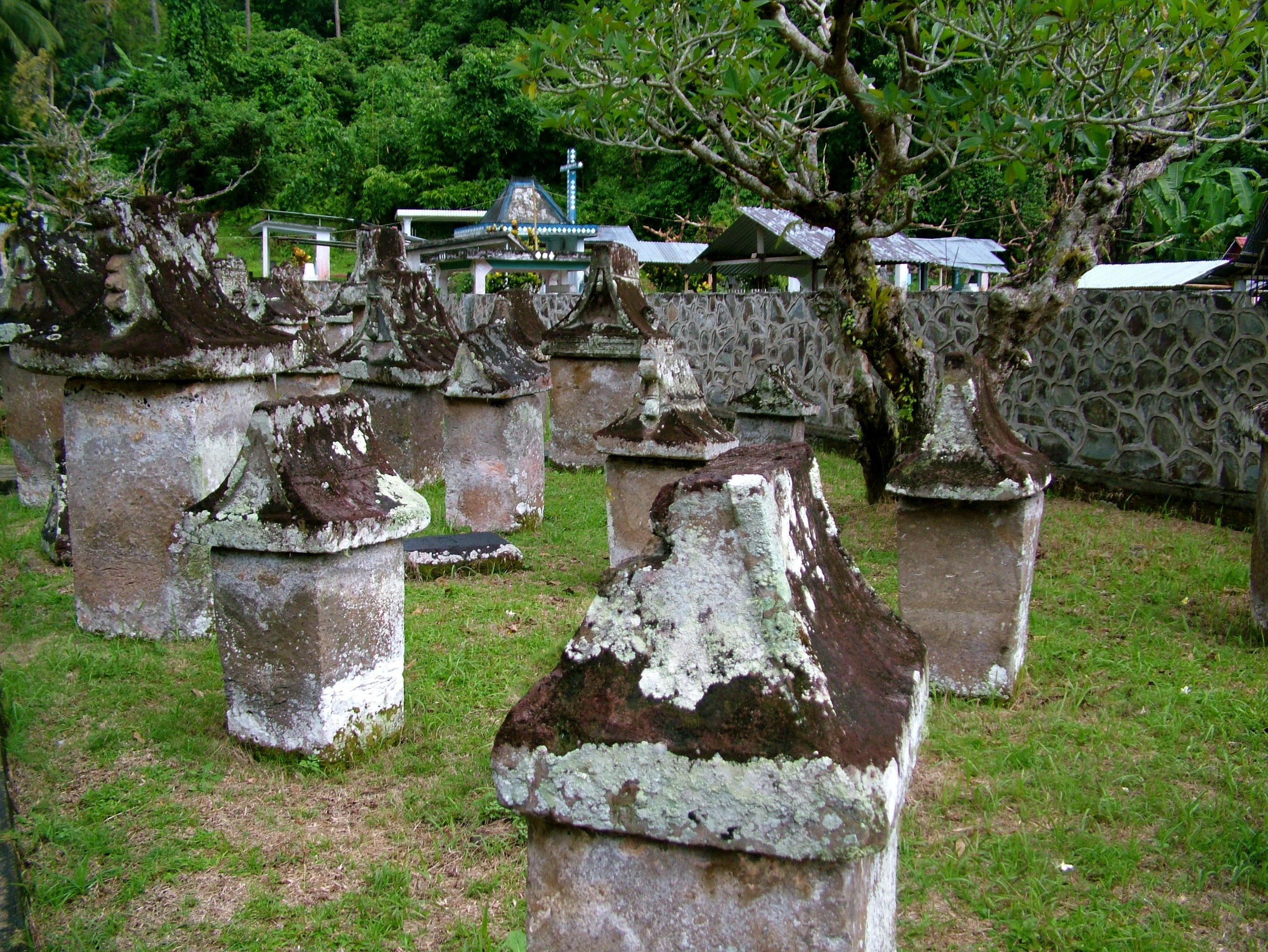
Waruga à Sawangan.

À 24 km de Manado, dans le village de Sawangan, district d'Airmadidi, se trouve un cimetière qui abrite 144 sarcophages de pierre appelés waruga. Un waruga est constitué d'une pierre parallélépipédique creusée en son milieu et fermée par un couvercle, également en pierre, taillée en prisme. Il est orné de motifs gravés dans la pierre et représentant des hommes, des animaux, des plantes ainsi que des motifs géométriques.
Chez les anciens Minahasa, lorsqu'une personne mourait, on attachait son corps sur un siège et on attendait qu'il se raidisse. Puis on détachait le corps et on lui faisait faire trois fois le tour de sa maison pour signifier qu'elle l'avait quittée pour l'autre monde. Enfin, on plaçait le corps dans un waruga avec des objets chers au défunt.
Certains waruga auraient 500, voire 1 200 ans d'âge. Ceux de Sawangan ont été rassemblés en 1817. Il y en aurait 2 000 dans toute la région de Minahasa. Le gouvernement colonial hollandais en a interdit l'usage au début du XIXe siècle par crainte du choléra. Depuis, les Minahasa enterrent leurs morts.

## Biologie

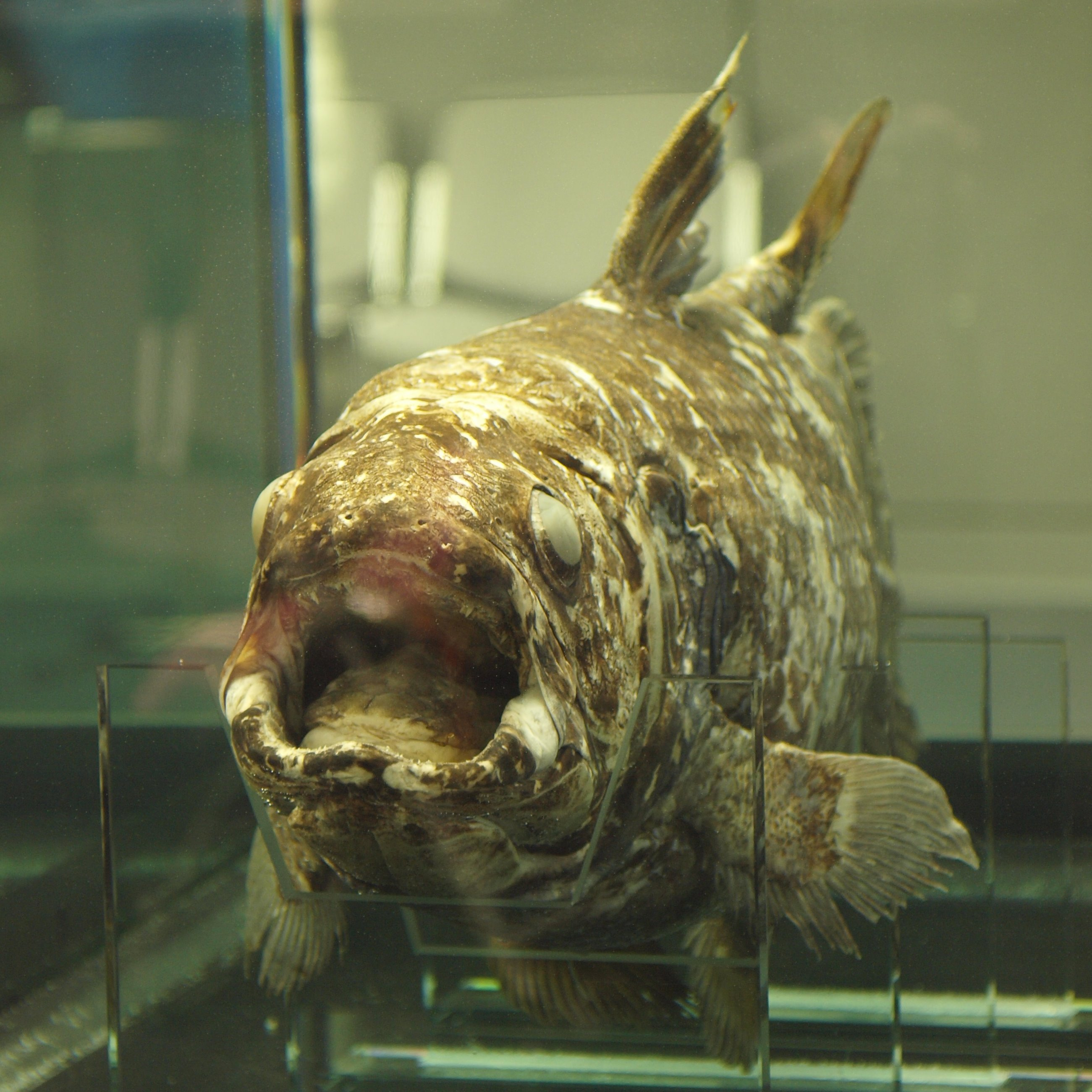
Latimeria menadoensis.

Latimeria menadoensis est une espèce du cœlacanthe découverte en 1999 près de l'île de Manado Tua.

## Jumelages
- Alor Setar (Malaisie) ;
- Kuantan (Malaisie) ;
- Koror (Palaos) ;
- Cebu (Philippines) ;
- Davao (Philippines).

## Personnalités
- Rocky Gerung (1959-), philosophe indonésien, est né à Manado.